# Stara angleščina
Stara angleščina (tudi anglosaščina) je zgodnja oblika angleščine, ki se je govorila v delih današnje Anglije in južne Škotske med sredino 5. in sredino 12. stoletja. Kot eden zahodnogermanskih jezikov je stara angleščina podobna stari frizijščini in stari saščini, precej pa tudi stari nordijščini in torej tudi sodobni islandščini.
V razvojnem obdobju stare angleščine, ki je obsegalo nekako 700 let in se je začelo s selitvami Anglov in Sasov v 5. stoletju, ki so oblikovale Anglijo, ter končalo z normanskim zavzetjem Anglije leta 1066, je stara angleščina asimilirala nekaj značilnosti jezikov, s katerimi so njeni govorci prihajali v stik. To so bili denimo keltski jeziki in dve narečji stare nordijščine, prevzeti od Vikingov, ki so v 9. in 10. stoletju plenili in zasedli področje, imenovano Danelaw (»danski zakon« – območje, kjer je veljalo dansko – vikinško pravo) v severni in vzhodni Angliji. Stara nordijščina in stara angleščina izhajata iz skupnega prednika. Kasnejši normanski vdor je v staro angleščino vnesel velik vpliv francoščine in tako v jeziku povzročil korenite spremembe. 
Izraz stara angleščina se ne nanaša na starejše različice sodobne angleščine, kot se jih denimo najde v Shakespearjevih delih ali pa v Bibliji kralja Jakoba, saj tak jezik sodobni jezikoslovci označujejo kot zgodnjo sodobno angleščino. 
V nekaterih starejših delih, kot je izdaja Websterjevega slovarja iz leta 1913, se stara angleščina nanaša na jezik, ki se sedaj imenuje srednja angleščina in je bil v uporabi v letih med 1150 in 1350. Srednja angleščina sedaj sicer predstavlja zgodovinsko obliko angleškega jezika, ki je bil v uporabi med letoma 1150 in 1500 in je naslednik stare angleščine, uporabljal pa ga je na primer avtor Canterburyjskih zgodb Geoffrey Chaucer.

## Pravopis
Staro angleščino so sprva zapisovali v runah (futhark), vendar je kasneje prešla na latinski zapis z nekaterimi dodatnimi črkami: yogh (Ȝ ȝ), prevzeto iz irščine; eth (Ð ð) in runskima thornom (Þ þ) in wynnom (Ƿ ƿ). 
V besedilih se pogosto najde tudi okrajšavo za veznik »in« – znak podoben številki 7 in simbol za oziralni zaimek »þæt« – »«. Značilna je tudi uporaba znaka ˉ nad samoglasniki (na primer ā), ki je označevala dolge samoglasnike.  

## Oblikoslovna podoba stare angleščine

### Glagol
V stari angleščini se glagoli podobno kot v drugih germanskih jezikih (tudi sodobni nemščini) dele na šibke in krepke. 
Pri krepkih glagolih se za določitev glagolskega časa spreminja koren besede. Taki glagoli obstajajo tudi v sodobni angleščini, denimo peti – sing, sang, sung. V stari angleščini je obstajalo sedem glavnih razredov krepkih glagolov, od katerih ima vsak svoj vzorec spreminjanja korena.
Omejimo se na pravilne krepke glagole, ki se spregajo podobno oziroma enako. Glavna razlika nastopa v korenskem samoglasniku. Značilen predstavnik te skupine je glagol stelan – krasti. 
| spregatev                              | zaimek            | 'krasti'    |
| -------------------------------------- | ----------------- | ----------- |
| nedoločniki                            | nedoločniki       | stelan      |
| nedoločniki                            | nedoločniki       | tō stelanne |
| povedni naklon – indikativ (sedanjost) |                   |             |
| ic (jaz)                               | stele             |             |
| þū (ti)                                | stilst            |             |
| hē/hit/hēo (on/ona/ono)                | stilð             |             |
| wē/gē/hīe (mi/vi/oni)                  | stelaþ            |             |
| povedni naklon (preteklost)            | ic                | stæl        |
| povedni naklon (preteklost)            | þū                | stæle       |
| povedni naklon (preteklost)            | hē/hit/hēo        | stæl        |
| povedni naklon (preteklost)            | wē/gē/hīe         | stælon      |
| vezni naklon – konjunktiv (sedanjost)  | ic/þū/hē/hit/hēo  | stele       |
| vezni naklon – konjunktiv (sedanjost)  | wē/gē/hīe         | stelen      |
| vezni naklon (sedanjost)               | ic/þū/hē/hit/hēo  | stǣle       |
| vezni naklon (sedanjost)               | wē/gē/hīe         | stǣlen      |
| velelnik – imperativ                   | Singular          | stel        |
| velelnik – imperativ                   | Plural            | stelaþ      |
| sedanji deležnik                       | sedanji deležnik  | stelende    |
| pretekli deležnik                      | pretekli deležnik | stolen      |